# 甄秀珍
甄秀珍（1960年1月18日—），本名亓麗櫻，台灣女藝人，出生於台中縣，軍人子弟。

## 簡歷

### 演藝生涯
8歲開始即有豐富的舞台經驗，年幼的她已參加過全省各地無數次的歌唱比賽，並在許多晚會中表演。
10至12歲，甄秀珍贏得全省歌唱比賽逾百次的歌唱比賽中獲得冠軍；13歲受到唱片公司賞識，灌錄甄秀珍的第一張唱片「孤星」，這是一首帶點淒涼昧道的抒情歌曲，在當年頗為流行。
16歲進入中國電視公司，初期以歌唱為主，與海山唱片簽約第一張唱片「玫瑰年華」，主唱第一部電視劇主題曲「孝女心及第一次演出文案角色，在民國75年金嗓獎十大歌手之一。後來因她亮麗的外型，受台灣戲劇製作人周遊的邀請，擔任連續劇「摘星夢」女主角，甄秀珍於是開始跨足戲劇表演也逐漸在戲劇界打開知名度。隨即，再以「天涯赤子情」中女扮男裝的優異表現，深受觀眾喜愛。
自出道以來，甄秀珍對於演藝事業一直是多方面的發展與經營，歌唱、電影、電視同時兼顧。甄秀珍在台灣與新加坡等地發行三、四十張以上的專輯，演唱了多部電影、電視劇的主題曲，紅極一時。此外，出國巡迴演唱也是甄秀珍的演藝重點之一。曾經，一年有半年的時間，甄秀珍都在美國、印尼、馬來西亞、菲律賓、新加坡、香港、泰國等地巡迴表演，感受各地歌迷的熱情。
20歲至28歲，是甄秀珍演藝事業的全盛時期，當時她主演過多部口碑與質感兼具的黃金檔連續劇。例如：「天涯女兒心」、「心聲淚痕」、「如果有來生」、「我曾經愛過」、「大野英豪」、 「小姐與流氓」、「情在天涯」、「她的成長」、「玫瑰芳心」等等。這些由她主演的連續劇主題曲也幾乎都由她親自演唱。例如：「摘星夢」、「心聲淚痕」、「如果有來生」、「我曾經愛過」、 「失落的夢」、「真的你」、「今夜留一點愛給我」、「如果你像她」等。
甄秀珍是多方位的藝人，在當紅之際，甄秀珍也逐步嘗試幕後的製作工作，於1989年成立亓大傳播公司、大禾製作有限公司，製作多檔戲劇節目。例如：「她的成長」、「老闊的四個男人」、「哪個不多情」、「青梅竹馬」等 , 其中關懷老人問題的「布穀鳥聲聲催」不僅感動人心，也因製作優良而獲得金鐘獎之肯定。
轉向幕後製作，激發甄秀珍更豐沛的求知慾，甄秀珍毅然遠赴美國求學。爾後六年，在美國Montana State University 與San Jose State University攻讀學位，主修戲劇文學，副修經濟。
1998年重返戲劇圈，隨即主演「千金媳婦萬金孫」、「土地公傳奇（大小娘親）」、「包公出巡（夢迴青樓）」和「愛情夢幻 Imagine」等多部連續劇。其中「土地公傳奇」之「大小娘親」中，甄秀珍首度挑戰反派角色，精湛的演技，獲觀眾肯定。「包公出巡」之「夢迴青樓」也曾締造高收視率，並多次於有線頻道播出。而在超人氣偶像劇「流星花園」中飾演道明楓一角，甄秀珍演活了劇中專橫獨斷的角色，為該戲帶來畫龍點睛的效果。

## 電視劇演出
| 首播年份 | 頻道 | 劇 名                   | 飾演角色         |
| 1980年   | 中視 | 《摘星夢》              | 阿麗             |
| 1982年   | 中視 | 《天涯赤子情》          | 劍梅             |
| 1984年   | 中視 | 《天涯女兒心》          | 林品艷           |
| 1985年   | 中視 | 《心聲淚痕》            | 藍妮             |
| 1986年   | 中視 | 《如果有來生》          | 斯曼菲           |
| 1986年   | 中視 | 〈我曾經愛過〉          | 歐紫菀           |
| 1987年   | 中視 | 《小姐與流氓》          | 夏綠荷           |
| 1987年   | 中視 | 《大野英豪》            | 翡翠             |
| 1988年   | 中視 | 《情在天涯》            | 米雪兒           |
| 1990年   | 中視 | 《她的成長》            | 林盼弟           |
| 1990年   |      | 《最長的一季》          |                  |
| 1991年   | 中視 | 《玫瑰芳心》            | 金惠羽、沈嘉柔   |
| 1998年   | 中視 | 《千金媳婦萬金孫》      | 張彩霞           |
| 1999年   | 華視 | 《土地公傳奇-大小娘親》 | 艷娘             |
| 1999年   | 華視 | 《土地公傳奇-油麻菜籽》 | 林柳             |
| 2000年   | 台視 | 《包公出巡》            | 白海棠           |
| 2001年   | 華視 | 《流星花園》            | 道明楓           |
| 2001年   | 中視 | 《青蛇與白蛇》          | 劉金娘           |
| 2002年   | 華視 | 《流星花園II》          | 道明楓           |
| 2002年   | 華視 | 《世紀愛情夢幻》        | 范美津           |
| 2003年   | 台視 | 《好運今年輪到我》      | 石喜美           |
| 2007年   | 華視 | 《天使之翼》            | 陳玉鳳（陳心蕙） |

## 電影演出
| 年份   | 片名               | 飾演角色  | 導演 |
| 1977年 | 《微笑》           |           |      |
| 1977年 | 《愛有明天》       | 秦樂若    |      |
| 1978年 | 《家有十二個媳婦》 |           |      |
| 1978年 | 《雙形鷹爪手》     |           |      |
| 1978年 | 《十七歲的夢》     |           |      |
| 1980年 | 《十九新娘七歲郎》 | 新娘-寶玉 |      |
| 1980年 | 《佳期鬧翻天》     |           |      |
| 1980年 | 《情網》           | 倪鳳珠    |      |
| 1982年 | 《觀世音與海龍王》 | 觀音大士  |      |
| 1982年 | 《私生子》         |           |      |
| 1982年 | 《飛頭魔女》       |           |      |
| 1985年 | 《小丑與天鵝》     | 阿珠      |      |

## 影像音樂專輯

### 音樂唱片
| 發 行 日 期 | 專 輯 名 稱        | 發 行 公 司 | 曲 目 |
| 1972年      | 《孤星》           | 佳音唱片    | 曲目 1. 孤星 2. 淚吻 3. 愛的小花 4. 愛你愛在心坎裡 5. 可愛的山地花 6. 為君憔悴為君愁 7. 春夢本是空 8. 流星 9. 今夜我為誰流淚 10. 情人橋上 11. 月亮晚安 12. 真情                                                 |
| 1975年      | 《我為你等待》     | 五虎唱片    | 曲目 1. 我為你等待 2. 朋友 3. 你太頑皮 4. 你是否常回憶 5. 我愛故鄉 6. 海邊戀曲 7. 紀念禮物 8. 真心愛你 9. 約我渡週末 10. 想一想也甜蜜 11. 我需要你                                                              |
| 1975年      | 《記得我倆曾相見》 | 五虎唱片    | 曲目 1. 記得我倆曾相見 2. 明日之我心 3. 寄情 4. 月下的小花 5. 夢裡的春天 6. 難道你忘了 7. 再會吧 ! 校園 8. 一切為了你 9. 後悔離開你 10. 人生的旅途                                                              |
| 1976年      | 《跳躍的愛情》     | 海山唱片    | 曲目 1. 跳躍的愛情 2. 相遇相繫相依 3. 一番情意(劉文正) 4. 跳躍的愛情花朵 5. 幸福的花 6. 你的情我的意 7. 跳躍的季節 8. 我愛海飛絲 9. 何處不飛花(劉文正vs張艾嘉) 10. 層層相思 11. 只因你在我身旁 12. 告訴我為什麼 |
| 1977年      | 《愛的船》         | 海山唱片    | 曲目 1. 愛的船 2. 愛情海 3. 請你多珍重 4. 夢中相逢 5. 清清河水漫漫流 6. 初戀的回味 7. 愛有多少 8. 愛的時候 9. 夢裡追尋 10. 多少往事不能忘記 11. 心滿意足 12. 愛的歌聲                                           |
| 1977年      | 《一顆情淚》       | 海山唱片    | 曲目 1. 一顆情淚 2. 愛的人生 3. 愛河水悠悠 4. 我把一切告訴你 5. 杏花戀 6. 寄情 7. 玫瑰年華 8. 桂花香 9. 我情如水 10. 愛在春風裡 11. 知音何處 12. 情人橋畔                                                       |
| 1978年      | 《荷葉、蓮花、藕》 | 海山唱片    | 曲目 1. 荷葉‧蓮花‧藕 2. 叮嚀‧鼓勵‧祝福 3. 快樂又逍遙 4. 默默地喜歡你 5. 回來吧 ! 心上人 6. 情思夢回 7. 成功嶺上 8. 記得 9. 又見明月 10. 風信 11. 夏日浪花 12. 柔情千萬千                                        |
| 1978年      | 《十七歲的夢》     | 海山唱片    | 曲目 1. 十七歲的夢 2. 真開心 3. 我是你的好朋友 4. 七孔笛 5. 來吧 ! 唱歌跳舞 6. 夜霧茫茫 7. 我為他祈禱 8. 婚前婚後 9. 花一般的夢 10. 風飄飄雪飄飄 11. 天倫愛 12. 最愛月亮照沙灘                                  |
| 1978年      | 《抬頭望一望》     | 海山唱片    | 曲目 1. 抬頭望一望 2. 何時相逢 3. 我要尋找 4. 黃昏的海邊 5. 海棠血淚 6. 快樂行 7. 那是心願 8. 真情永不變 9. 彩虹情 10. 我鼓勵自己 11. 楓紅時候 12. 我需要你的光彩                                               |
| 1979年      | 《春之晨》         | 海山唱片    | 曲目 1. 春之晨 2. 白雲悠悠 3. 何時相逢 4. 山鷹(王光達) 5. 秋菊 6. 山外青山樓外樓(王光達) 7. 思悠悠 8. 鳳凰之歌 9. 山外青山樓外樓 10. 夕陽 11. 藍藍的天(王光達) 12. 桂花香                                       |
| 1979年      | 《風女十八年》     | 海山唱片    | 曲目 1. 踏上白雲層 2. 就那麼輕輕一笑 3. 風女十八年 4. 月兒彎彎 5. 青春飛翔 6. 愛深深 7. 雲想衣裳花想容 8. 與你同車 9. 春的懷念 10. 徘徊舊時地 11. 善行人 12. 冉冉的愛                                           |
| 1980年      | 《蜜月的時刻》     | 海山唱片    | 曲目 1. 蜜月的時刻 2. 海鷗在飛翔 3. 花飄香 4. 愛的手 5. 浪花多可愛 6. 愛情像一首歌 7. 可憐花 8. 人在那裡 9. 秋天的黃昏 10. 愛是眼神 11. 天涯海角 12. 溪水不知我心                                               |
| 1980年      | 《摘星夢》         | 海山唱片    | 曲目 1. 摘星夢 2. 溫馨的夢 3. 小百靈鳥 4. 愛的無奈 5. 你可願意 6. 故鄉的風 7. 星夢淚痕 8. 春風吹開你心扉 9. 母親的愛 10. 花雨傘 11. 我曾經來過 12. 十八個姊妹                                                   |
| 1981年      | 《夢一般的往事》   | 海山唱片    | 曲目 1. 夢一般的往事 2. 山村小姑娘 3. 慕情 4. 深情款款 5. 樓台‧流水‧愛 6. 初戀的回憶 7. 白馬王子 8. 再會吧 ! 校園                                                                                               |
| 1982年      | 《她們沒說過》     | 東尼機構    | 曲目 1. 她們沒說過 2. 漫漫長路 3. 記得我的名 4. 月兒彎彎路兒長 5. 愛你所愛 6. 歌聲暖我心 7. 風的季節 8. 一山還有一山高(vs費玉清) 9. 晚鐘 10. 請你不要躲開 11. 青春是我是你 12. 輕輕鬆鬆                         |
| 1983年      | 《翡翠谷》         | 東尼機構    | 曲目 1. 勇敢的中國人 2. 就是要愛 3. 火車快快跑 4. 幾許情懷 5. 沙灘上的盼望 6. 愛的鈴聲 7. 翡翠谷 8. 難道你已忘了我 9. 愛情火箭 10. 心河 11. 願君珍重 12. 歸來吧 ! 我的愛                                        |
| 1983年      | 《珠玉雅集(1)》    | 東尼機構    | 曲目 1. 情人橋 2. 知道不知道 3. 站在高崗上 4. 山前山後百花開 5. 杜鵑花 6. 上山崗 7. 良夜不能留 8. 送郎一朵牽牛花 9. 遙遠寄相思 10. 有一個傻姑娘 11. 初一到十五 12. 相見不恨晚                                   |
| 1984年3月   | 《不再想他》       | 東尼機構    | 曲目 1. 不再想他 2. 難道就這樣結束 3. 失落的天真 4. 就當你永遠愛我 5. 千百年的夢 6. 再升的雲煙 7. 這個故事沒有結局 8. 夢裡尋他千百度 9. 落葉 10. 不是淚水 11. 恰是暴雨 12. 稚氣的眼神                           |
| 1984年      | 《珠玉雅集 (2)》   | 東尼機構    | 曲目 1. 天涯女兒心 2. 加多一點點 3. 送君 4. 恨海 5. 露珠兒 6. 女兒圈 7. 回娘家 8. 待嫁女兒心 9. 未識綺羅香 10. 蜜月花車 11. 夢 12. 天涯女兒心(音樂)                                                             |
| 1985年      | 《愛上一片雲》     | 東尼機構    | 曲目 1. 愛上一片雲 2. 紙牌命運 3. 就在今夜揮別 4. 不能再等待 5. 雨夜的分手 6. 拾 7. 只要你來 8. 又是雨季 9. 飄泊 10. 蹣跚的腳步 11. 不願失去的愛 12. 告別的眼神                                                 |
| 1987年      | 《回首問情》       | 海麗唱片    | 曲目 1. 不再想你 2. 我曾經愛過 3. 今夜又是這樣 4. 張開瞳孔 5. 逃避你的臉 6. 沒有這樣愛過 7. 如果有來生 8. 善意的欺騙 9. 看著我 10. 什麼是愛                                                                     |
| 1987年      | 《佔據我的心》     | 海麗唱片    | 曲目 1. 佔據我的心 2. 因為有你作伴 3. 狂舞一夜 4. 多變的情緒 5. 冬天的眼睛 6. 失落的夢 7. 你我的故事 8. 莫名的哀愁 9. 自我 10. 想念的季節                                                                       |
| 1988年10月  | 《紅唇一生》       | 齊飛唱片    | 曲目 1. 紅唇一生 2. 今夜留一點愛給我 3. 單身女子 4. 把自己還給自己 5. 留在黎明的一封信 6. 不怎麼堅定的愛情 7. 一個人回家 8. 彷彿無情的我 9. 如何捨得 10. 真的你                                                 |

## 主持
- 中視大型綜藝節目《大綜藝》
- 中視甄秀珍電視專輯《甄秀珍專輯：驛》

## 外部連結
- 甄秀珍的部落格 （页面存档备份，存于）
- 甄秀珍在互联网电影资料库（IMDb）上的資料（英文）
- 甄秀珍在香港影庫上的簡介
- 甄秀珍在时光网上的簡介（简体中文）
- 甄秀珍在豆瓣上的资料（简体中文）